# Daft Punk's Electroma
Daft Punk's Electroma  es una película de Daft Punk. Fue estrenada en el Festival de Cannes de 2006 y debutó en cines franceses el 24 de marzo de 2007. La música no es de Daft Punk, en su lugar, ambos integrantes se dedicaron a dirigir y coescribir el guion de la cinta. El dúo tampoco aparece en la cinta, sus personajes de robot son interpretados por actores. Se considera una película de culto.
Daft Punk usaron una escena de la película para anunciar su jubilación como grupo en el febrero de 2021 por su canal de YouTube.

## Argumento
El mundo está poblado por dos tipos de robots con las máscaras de Daft Punk que viven de forma parecida a los humanos. Hay dos de ellos que viajan a una ciudad (Daft Punk) que en su búsqueda de ser humanos se someten a un tratamiento para tener una especie de máscara que representa una cara humana; Entran a una sala blanca, ahí, unas criaturas blancas aplican vapor sobre sus cuerpos. Y obtienen una forma humana, distorsionada de la que es en realidad, luego vuelven al pueblo y todos los miran extrañados, pero de pronto sus máscaras empiezan a deshacerse y a gotear, el pueblo los persigue y ellos huyen, escondiéndose en un baño donde se quitan sus máscaras y se limpian. 
Al salir del baño, empiezan a caminar sin rumbo alguno, pasando al lado de unas vías del tren y luego llegando a un desierto árido y seco, pero Thomas (Casco Plateado) no resiste más la vergüenza y le pide a Guy-Manuel (Casco Dorado) que presione su botón de autodestrucción, lo cual hace y Thomas avanza varios pasos finalmente siendo destrozado, Guy-Manuel, quedando atónito recoge todas las piezas y las pone en un solo lugar, marchándose también decide auto destruirse, pero no alcanza el botón, así que se quita el casco, y lo rompe golpeándolo contra el suelo. A continuación, utiliza uno de los fragmentos de cristal para ponerlo en posición contra el Sol y su mano derecha, incendiándola, procediendo a irse caminando mientras arde en llamas. 

## Elenco
- Peter Hurteau como Robot 1.[1]
- Michael Reich como Robot 2.[1]
- Ritche Lago Bautista como Robot Groomsman.
- Daniel Doble como Robot Pastor.
- Athena Stamos como Robot Mesero.
- Bradley Schneider como Robot Abogado.

## Producción
En videos musicales anteriores, el dúo ya tenía experiencia dirigiendo. La cinta fue inicialmente un video para la canción Human After All pero terminó expandiéndose en ideas hasta terminar en la película actual. De acuerdo a Guy-Manuel de Homem-Christo, uno de los guionistas, la intención no era crear un largometraje. Otro de los guionistas, Thomas Bangalter, explicó que la experiencia fue casi la misma que creando música sin reglas ni un estándar definido. La cinta fue filmada en 35 mm Kodak con Thomas Bangalter como director de fotografía. El rodaje duró once días, la mayor parte grabado en California y los efectos especiales y maquillaje fueron diseñados por el diseñador Tony Gardner. La banda sonora es de Brian Eno.

## Recepción
La película fue recibida con críticas mayormante postivas, pero fue criticada por tener un ritmo lento, tanto que muchos críticos salieron de la sala en medio de su proyección original en el Festival de Cine de Cannes en 2006.